# 卢卡什·鲍尔
卢卡什·鲍尔（捷克語：Lukáš Bauer，1977年8月18日—），捷克男子越野滑雪运动员。他曾代表捷克参加1998年、2002年、2006年、2010年和2014年冬季奥林匹克运动会越野滑雪比赛，获得一枚银牌和二枚铜牌。